# Fatu Sinai
Fatu Sinai (Fatuk Sinai, auch Pulau Batek genannt) ist eine kleine Insel vor der Nordwestküste Timors in der Sawusee. Die Zugehörigkeit der unbewohnten Insel ist zwischen Osttimor und Indonesien umstritten.

## Geographie
Fatu Sinai liegt 12 km vor der Küste des osttimoresischen Verwaltungsamts Nitibe (Gemeinde Oe-Cusse Ambeno), am westlichsten Punkt des Landes, beziehungsweise des indonesischen Distrikts (Kecamatan) Nord-Amfoang (Regierungsbezirk Kupang). Die nächstgelegenen Ortschaften sind der osttimoresische Ort Citrana und das indonesische Dorf Oepoli.
Die Insel hat eine Fläche von 13,5 ha mit steilen Klippen und einem Plateau, das sich etwa 50 m über das Meer erhebt. Entgegen gegenteiligen Angaben auf einigen Seiten im Internet ist Fatu Sinai keine Koralleninsel.

## Bedeutung
Die Insel ist unbewohnt, gilt aber bei der lokalen Bevölkerung beiderseits der Grenze traditionell als heilig, auch wenn die Mehrheit inzwischen Christen sind. Sie wird daher als Fatu Lulik (heiliger Berg) oder adat bezeichnet. Der Legende nach soll die Insel aus dem Inneren Timors zu ihrer heutigen Position gekommen sein. Während die Einwohner Nitibes ihren Ursprung im osttimoresischen Oesilo sehen, ordnen die Menschen aus Nord-Amfoang die Herkunft der Insel zum indonesischen Mutis, dem höchsten Berg Westtimors. Die Legenden ähneln sich, weil trotz der Grenze aus kolonialer Zeit die Bewohner der Region auf beiden Seiten der Grenze zur Ethnie der Atoin Meto gehören.

## Geschichte

### Die Kolonialzeit
Die Grenzverträge zwischen Portugal und den Niederlanden 1859, 1896, 1904 und 1914 legten die Grenze zwischen den beiden Herrschaftsgebieten der Kolonialmächte auf der Insel Timor fest. Nur im Vertrag von 1904 wird die Insel als Pulau Batek erwähnt, wo sie zwischen Portugiesen (Portugiesisch-Timor) und Niederländern (Niederländisch-Ostindien) aufgeteilt wird. Später war Fatu Sinai eine „vergessene Insel“, um die sich die Kolonialmächte nicht weiter kümmerten. Nach der indonesischen Invasion Osttimors 1975 war die Insel ohnehin alleinig unter indonesischer Verwaltung.

### Streit um die Insel
Nach dem Unabhängigkeitsreferendum von 1999, in dem sich Osttimor für einen von Indonesien unabhängigen Staat entschied und später unter UN-Verwaltung gestellt wurde, wurde Fatu Sinai zu einem Streitpunkt. In den ersten Entwürfen der Verfassungskommission von Oecussi Enklave wurde Fatu Sinai, auf Basis mehrerer Konsultationen mit den Gemeinden, als Teil von Oe-Cusse Ambeno und damit als osttimoresisches Territorium definiert. Die im März 2002 veröffentlichte Verfassung von Osttimor führte aber Fatu Sinai nicht als Teil des Staatsgebiets auf.
In der zweiten Hälfte von 2002 baute Indonesien einen kleinen Leuchtturm auf Fatu Sinai. Am 14. Dezember 2003 führte das indonesische Militär ein Militärmanöver durch in dem ein Kriegsschiff, Helikopter und Düsenjäger die Insel mehrere Stunden beschossen und bombardierten. Die Einwohner von Citrana, an der Küste von Nitibe, fühlten sich dadurch bedroht, zumal Osttimor nicht zuvor vom Manöver unterrichtet worden war. Öffentlich hielten sich die Regierung von Osttimor und die Vereinten Nationen mit Kommentaren zurück, erst am 12. Januar 2004 berichtete die australische Presse über den Vorfall. Am 5. Februar erklärte der indonesische Oberst Moesanip, KOREM-Kommandant von Kupang, dass das Manöver die indonesische Souveränität über Fatu Sinai demonstrieren sollte und, falls Osttimor dagegen Widerstand leisten sollte, Indonesien Soldaten auf der Insel stationieren würde.
Seit Januar 2006 waren 97 % des Grenzverlaufs zwischen Osttimor und Indonesien festgelegt. In allen Fällen der Grenzstreitigkeiten warf die lokale Administration von Oe-Cusse Ambeno Indonesien vor, künstlich Streitigkeiten zu schaffen und den Vertrag von 1914 nicht einzuhalten, der nach der Vereinbarung des Grenzkomitees von 2000 die Grundlage der Grenzziehung sein sollte. Am 19. August 2004 behauptete Oberst Moesanip, Außenminister Ramos-Horta habe nun für Osttimor auf Fatu Sinai verzichtet, doch die Regierung in Dili bestätigte diese Behauptung nicht, noch dementierte sie diese. Am 21. Januar 2022 berichtete der osttimoresische Chefunterhändler Xanana Gusmão, dass die Verhandlungen über Fatu Sinai weiterlaufen.

## Belege
- Der Konflikt um Fatu Sinai aus Sicht von Oe-Cusse Ambeno (Memento vom 5. Juli 2008 im Internet Archive)